# Египат на Светском првенству у атлетици на отвореном 2023.
Египат је учествовао на 19. Светском првенству у атлетици на отвореном 2023. одржаном у Будимпешти од 19. до 27. августа деветнаести пут, односно, учествовао је на свим првенствима до данас. Репрезентацију Египта представљала су 5 такмичара (4 мушкарца и 1 жена) који су се такмичили у 4 дисциплине (3 мушке и 1 женска). ,
На овом првенству такмичари Египта нису освојили ниједну медаљу нити су остварили неки резултат.

## Учесници
| Мушкарци: - Мостафа Амр Хасан — Бацање кугле - Мохамед Магди Хамза — Бацање кугле - Мустафа Елгамел — Бацање кладива - Ихаб Абделрахман — Бацање копља | Жене: - Езра Овис — Скок удаљ |

## Резултати

### Мушкарци
| Атлетичар           | Дисциплина     | Лични рекорд | Квалификације | Квалификације | Полуфинале            | Полуфинале   | Финале   | Финале       | Детаљи |
| Атлетичар           | Дисциплина     | Лични рекорд | Резултат      | Место         | Резултат              | Место        | Резултат | Место        | Детаљи |
| ------------------- | -------------- | ------------ | ------------- | ------------- | --------------------- | ------------ | -------- | ------------ | ------ |
| Мостафа Амр Хасан   | Бацање кугле   | 21,65 НР     | 20,81 кв      | 5. у гр. Б    |                       |              | 20,17    | 10 / 35 (37) |        |
| Мохамед Магди Хамза | Бацање кугле   | 21,39        | 20,68         | 3. у гр. А    | Нису се квалификовали | 14 / 35 (37) |          |              |        |
| Мустафа Елгамел     | Бацање кладива | 81,27 НР     | 71,36         | 17. у гр. Б   | Нису се квалификовали | 28 / 33 (35) |          |              |        |
| Ихаб Абделрахман    | Бацање копља   | 89,21 НР     | 89,21 кв      | 4. у гр. Б    | 80,64                 | 10 / 34 (37) |          |              |        |

### Жене
| Атлетичарка | Дисциплина | Лични рекорд | Квалификације | Квалификације | Полуфинале | Полуфинале | Финале                | Финале       | Детаљи |
| Атлетичарка | Дисциплина | Лични рекорд | Резултат      | Место         | Резултат   | Место      | Резултат              | Место        | Детаљи |
| ----------- | ---------- | ------------ | ------------- | ------------- | ---------- | ---------- | --------------------- | ------------ | ------ |
| Езра Овис   | Скок удаљ  | 6,75         | 6,16          | 14. у гр. А   |            |            | Није се квалификовала | 32 / 34 (36) |        |